# Враждебные братья

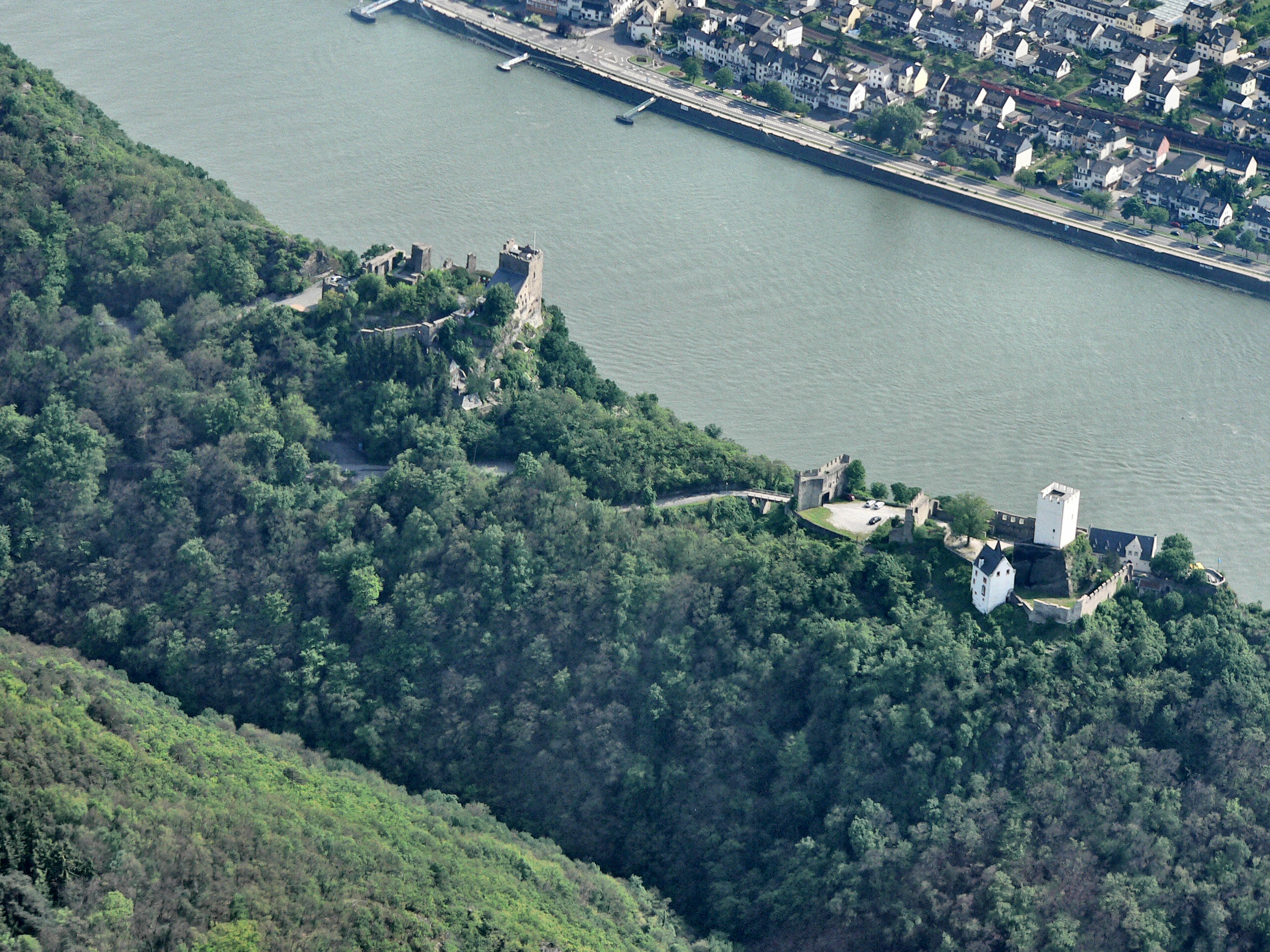
Враждебные братья. Крепость с белой башней — Штерренберг.

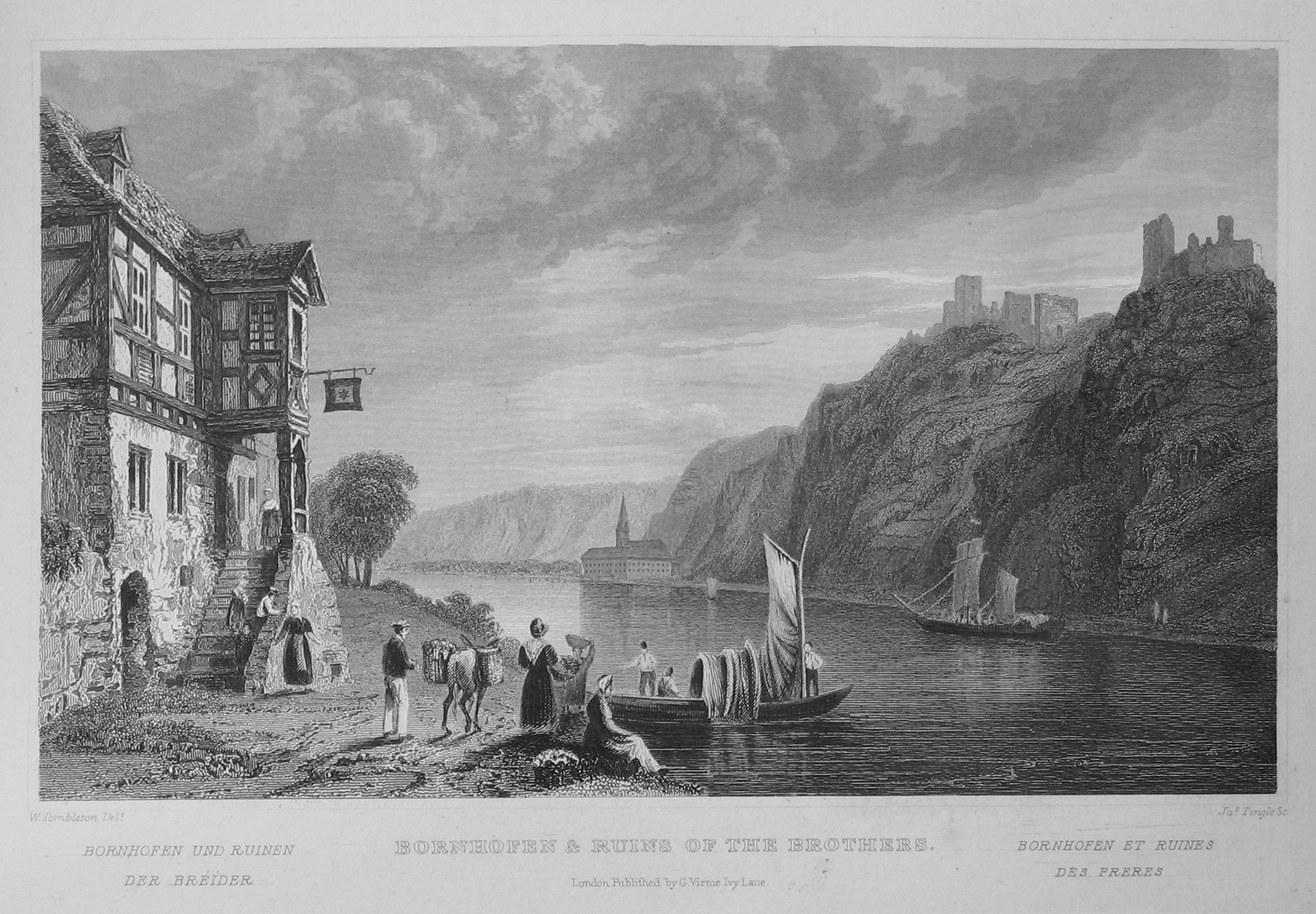
Рисунок Вильяма Томблезона. Начало XIX века.

«Враждебные братья» — крепости Штерренберг и Либенштайн на правом берегу Рейна, между городом Кобленцем и скалой Лорелей. Своё название крепости получили на основании одноимённой романтической легенды, впервые записанной в XVI веке. Трагические события, разыгравшиеся в этих крепостях во времена Крестовых походов, послужили основой для стихотворения Гейне «Два брата».

## Легенда
На правом берегу Рейна, на высокой скале возвышается крепость Штерренберг, одна из самых старых крепостей на Рейне. Рядом с ней находится крепость Либенштайн. Называются они «Враждебные братья» и ещё сегодня можно увидеть между ними остатки стены, возведённой их хозяевами как знак непримиримой вражды.
Владельцем замка Штерренберг был граф Байер фон Боппард. Он имел двух сыновей, столь отличных друг от друга, что трудно было бы их назвать родными братьями. Хотя старший брат Генрих был всегда спокоен и был часто погружен в себя, он не раз прославил себя в жестоких битвах и по праву слыл отважным рыцарем. Он был превосходным стрелком, но часто охоте он предпочитал спокойные прогулки по лесу и размышления. Его младший брат Конрад был его полной противоположностью. Его неспокойный дух был жаден до всяческих споров. Он был также заядлым охотником и пользовался неизменным успехом у женщин.
Вместе с сыновьями графа в замке росла их дальняя родственница благородная Хильдегарда Брёмзер. Девочка рано потеряла своих родителей, и граф принял её в свой дом, как родную дочь. Сыновья графа и Хильдегарда дружно росли вместе. Но когда девочка превратилась в девушку, детская дружба превратилась в любовь. Оба брата влюбились в Хильдегарду.
Серьёзный и задумчивый Генрих не решался открыть Хильдегарде свои чувства, видя, как его брат сходит с ума от любви к ней. Он молча скрывал свою любовь, не желая быть помехой счастью своему брату. К тому же ему казалось, что Хильдегарда больше благоволит красавцу Конраду. Младший брат действовал совершенно иначе. При каждом удобном случае описывал Конрад в красочных словах свои чувства к Хильдегарде, говорил, что он жить без неё не может и что больше всего на свете он желает взять её в жены. И хотя Хильдегарде всегда больше нравился серьёзный Генрих, чем легкомысленный Конрад, но не найдя ответа своим симпатиям у старшего брата и расценив его сдержанность как признак отсутствия серьёзных чувств, она благосклонно внимала словам Конрада. И, в конце концов, её сердце было отдано ему. Старому графу также было бы больше по душе, если бы Хильдегарда вышла замуж за Генриха, но видя взаимную симпатию влюблённых, он всё же дал младшему сыну своё отеческое благословение на брак с Хильдегардой. Конрад и Хильдегарда дали друг другу клятву верности. Свадьбу решили в новой крепости, которую старый граф решил построить специально для молодожёнов в качестве свадебного подарка. И вот рядом со Штерренбергом стал быстро расти Либенштайн. Штерренберг должен был достаться в наследство Генриху. Все с нетерпением ждали скорую свадьбу, но судьба распорядилась иначе.
В то время на берегах Рейна появился монах Бернар Клервоский, пламенными речами призывавший христиан в новый Крестовый поход в Святую землю. Многие рыцари Франции и Германии последовали за ним. Его призыв нашёл отклик и в сердцах рыцарей Штерренберга. Генрих первым вызвался идти в Святую землю, надеясь в боях с неверными забыть свою несчастную любовь к Хильдегарде. Следом за ним и младший брат тоже захотел покинуть отчий дом и невесту, чтобы сыскать себе славу и богатство на Востоке. Тогда старый граф поставил условие, чтобы только один из сыновей отправился в поход, а кто именно, оставил на их усмотрение. Чувствуя приближение смерти, он не мог допустить, чтобы его владения остались без наследника. И вновь старший брат уступил просьбам младшего. Генрих остался в замке, а Конрад ушёл в поход, пообещав своей невесте вернуться со скорой победой. Вскоре старый граф умер, и Генрих стал полноправным хозяином Штерренберга. Однако его чувства к Хильдегарде всё так же оставались скрытыми, и они жили в одном замке по-прежнему как брат и сестра. Благородный Генрих не мог позволить себе нарушить благословение отца и клятву своей возлюбленной, в то же время и Хильдегарда не могла нарушить обещание хранить верность Конраду. К тому же она давно потеряла надежду получить взаимность от Генриха. Они молча страдали и никак не показывали своих истинных чувств. Так прошло три года.
Однажды Хильдегарда увидела из окна своей комнаты плывущий по Рейну корабль, а на нём рыцаря в блестящих доспехах. То возвращался из Палестины овеянный славой Конрад. Однако вернулся он не один. Вдали от дома он забыл о своей невесте, и женился на прекрасной гречанке. Что должен был чувствовать благородный Генрих, свято соблюдавший клятву верности, видя предательство своего брата? Только кровь могла смыть подобное оскорбление. И он вызвал своего младшего брата на дуэль. На восходе солнца следующего дня два брата вышли из ворот своих крепостей, готовые биться не на жизнь, а на смерть. И когда они были уже готовы скрестить свои клинки, их окликнул знакомый голос: «Во имя Господа, прекратите! Тебе, рыцарь Конрад, я прощаю твою измену. А о тебе, рыцарь Генрих, я буду молиться в монастыре!» Таково было решение Хильдегарды.
Братья опустили мечи, но их сердца так и остались враждебными друг другу. И вскоре между Штерренбергом и Либенштайном выросла стена. Хильдегарда выполнила своё обещание и стала монахиней монастыря Мариенбурга, что около Боппарда. Прошли годы, но любовь Генриха к Хильдегарде так и не ослабла. Отчаявшись получить её в жены, он тоже удалился от мира в монастыре Борнхофен и там нашёл последнее успокоение. Перед смертью он простил своего неверного брата. Легенда гласит, что когда братья отпевали Генриха, и в Борнхофене зазвенел похоронный колокол, ему ответил похоронный колокол в Мариенбурге. Между двумя влюблёнными душами больше не было никаких препятствий.
Счастье Конрада с гречанкой было недолгим. Вскоре восточной красавице наскучила однообразная жизнь в крепости на Рейне. Улучив момент, она убежала от своего мужа с другим рыцарем. Конрад, не переживший позора, бросился со стен своего замка и разбился насмерть.

## Факты
Крепость Штерренберг расположена на высоте 151 м над уровнем Рейна, 210 м над уровнем моря. Основана приблизительно в 1100 году с целью охраны прилегающей местности и как таможенный пункт Борнхофен.
В 1190 году передана в лен графу фон Боланден.
После угасания рода Боланден в конце XIII века досталась сначала графам Шпонхайм-Данненфельц. Однако права наследования были оспорены трирским архиепископом Балдуином, и в результате боевых действий таможенный пост Борнхофен в 1313 году был разрушен. В итоге крепость досталась архиепископу. Крепость окончательно утратила таможенные функции только к концу XIV века.
Уже к 1456 году крепость приходит в упадок, и с 1568 года значится как непригодная для жилья.
В 1866 году переходит во владение Пруссии.
В настоящее время является собственностью земли Рейнланд-Пфальц.
Главная квадратная башня крепости, построенная в романском стиле, окружена тесной опоясывающей крепостью. В северо-восточном углу внутреннего двора крепости находится маленькая трёхэтажная башня, приспособленная для жилья в 1970 году.
В 150 метрах к югу от Штерренберга находится крепость Либенштайн, построенная вероятно в XIII веке как внешняя крепость для Штерренберга. На сегодняшний день главная башня крепости не восстановлена. Во рву ещё можно увидеть остатки ворот и подъёмного моста.
Впервые крепость упомянута в 1294 году, когда граф фон Шпонхайм-Данненфельц продал её Людвигу фон Штерренбергу, который в дальнейшем стал называться по её имени фон Либенштайн. После угасания рода фон Либенштайн, император Фердинанд II отдал крепость в лен графу фон Вальденбург. С 1592 года крепость считается непригодной для жилья.
Установлено, что между двумя крепостями никогда не было военных столкновений.